# Ульяновский механический завод № 2
Ульяновский механи́ческий заво́д —  предприятие по производству стреловых кранов на автомобильных шасси, кранов на гусеничном ходу и автогидроподъёмников, находилось в города Ульяновск. Деятельность организации прекращена 30 апреля 2021 года в результате завершения процедуры банкротства. 

## История

### Советская эпоха
Завод был сдан в эксплуатацию в 1961 году и являлся базовым предприятием Минмонтажспецстроя СССР по выпуску грузоподъёмной техники и специальных монтажных кранов грузоподъёмностью от 10 т до 500 т.
- На заводе выпускался монтажный гусеничный дизель-электрический кран КГ-100.1, оснащённый дизельным двигателем ЯМЗ-238[2].
- В 1978 году на заводе налажен выпуск крана грузоподъёмностью 100 т с электрическим приводом механизмов, разработанный специалистами ВКТИ «Минмонтажспецстрой» и конструкторами КБ завода. Кран предназначался для монтажа крупноблочного и тяжеловесного оборудования и конструкций при строительстве и реконструкции предприятий нефтехимической, химической, металлургической и других отраслей промышленности. Кран мог поднимать груз весом в 19,5 т на высоту 95м[3] и дополнительно оснащался устройством повышения грузоподъемности за счёт дополнительной мачты и подвесного противовеса, таким образом его грузоподъёмность увеличивалась до 160 т. С 1990 года завод начал выпуск его модификации — МКГС-100.1[4]
- На базе крана МКГС-100, заводом совместно с ВКТИ «Минмонтажспецстрой» были созданы более мощные краны МКГС-125 и МКГС-125.01 грузоподъёмностью 125 т. Краны могут комплектоваться стреловым или башенно-стреловым оборудованием, что позволяет проводить монтажные работы без перестановки крана в рабочей зоне радиусом до 88 м, на высотах от 20,3 до 101,2 м и в диапазонах грузоподъёмности от 125 до 4т[5].
- Самый мощный гусеничный кран выпускаемый заводом, грузоподъёмностью 250 т МКГС-250 — является также самым мощным краном из выпускающихся промышленностью на территории бывшего СССР (среди стреловых кранов). Кран предназначен для монтажа крупноблочного и тяжеловесного оборудования и конструкций при строительстве и реконструкции предприятий нефтехимической, химической, металлургической и других отраслей. МКГС-250 работает на выносных опорах, оснащён съемными приводными гусеничными тележками, благодаря которым может передвигаться по площадке своим ходом без груза, а также с грузом весом 125 т на основной стреле длиной 31 м. Рабочее оборудование — сменное: стреловое с возможностью увеличить стрелу до 73 м и установить гусёк 10м или башенно-стреловое, состоящее из неподвижной мачты (до 73 м) и управляемого гуська длиной до 52 м[5].

Кран также может оснащаться специальным пневмоколёсно-гусеничным ходовым устройством. Первый образец такого крана с пневмо-гусеничным ходовым устройством, был выпущен заводом в 1985 году. Краны шли под индексом МКТ-250 и могли питаться не только от внешней сети, но и от собственной дизель-электрической установки, выполненной в виде отдельного от крана блока

## Деятельность
- Завод входил в «Перечень автотранспортных средств и коммунальной техники для закупки субъектами РФ с использованием субсидий», утверждённый Минпромторгом РФ[7].

### Показатели деятельности
В 2008 году завод реализовал 505 шт. автокранов, а в следующем году реализовал: 62 шт. автомобильных, 2 шт. МКГС-32 и 4 шт. МКГС-100.1. Выручка в 2008 году по сравнению с 2007 годом увеличилась на 69,7 %. Прибыль от продаж в 2007 году составляла 172277 тыс. рублей, а в 2008 году составила 207 658 тыс. рублей. Собственные оборотные средства завода увеличились с 79022 тыс. руб. в 2007 году до 147100 тыс. руб в 2008 году.
В 2009 году выручка по сравнению с 2008 годом уменьшилась в 5 раз это связано с уменьшением объёмов реализации продукции. Если в 2008 году прибыль составила 207628 тыс. руб., то в 2009 году убыток от продаж составил 23773 тыс. руб. Убытки связаны с ростом фактической себестоимости продукции, вызванной ростом цен на сырьё и покупные комплектующие, и со снижением объёма производства продукции. Кроме того, имеет место снижение цен реализации по некоторым видам продукции в связи с сокращением спроса.
Численность персонала в 2008 году по сравнению с 2007 годом сократилась в 3 раза, а средняя зарплата увеличилась и составляла 35,4 тыс. руб. Однако в 2009 году численность сократилась ещё на 30%, а средняя заработная плата уменьшилась в 2,5 раза.
Постепенно завод пришёл в упадок и в 2017 году был признан банкротом. Имущество выставлено на торги. 
В ходе процедуры банкротства требования кредиторов были погашены  на 3,45 % от общего  размера требований кредиторов третьей очереди, включенных в реестр. 
12.02.2021 конкурсное производство было завершено, организация  упразднена. 

### Собственники
- В советскую эпоху завод входил в структуру Министерства монтажного и специального строительства СССР.

### Структурные подразделения
- Конструкторско-технологическая служба завода.
- Сталелитейное производство.
- Цеха окончательной сборки.

- Конструкторским бюро завода сконструирован 300 т кран на гусеничном ходу, производство которого так и не началось[1]. Завод выпускал МКГС-250 — самый мощный стреловой кран, выпускаемый на территории бывшего СССР[5].